# Pierre Lhomme
Pierre Lhomme (Boulogne-Billancourt, 5 april 1930 - Arles, 5 juli 2019) was een Frans cameraregisseur.

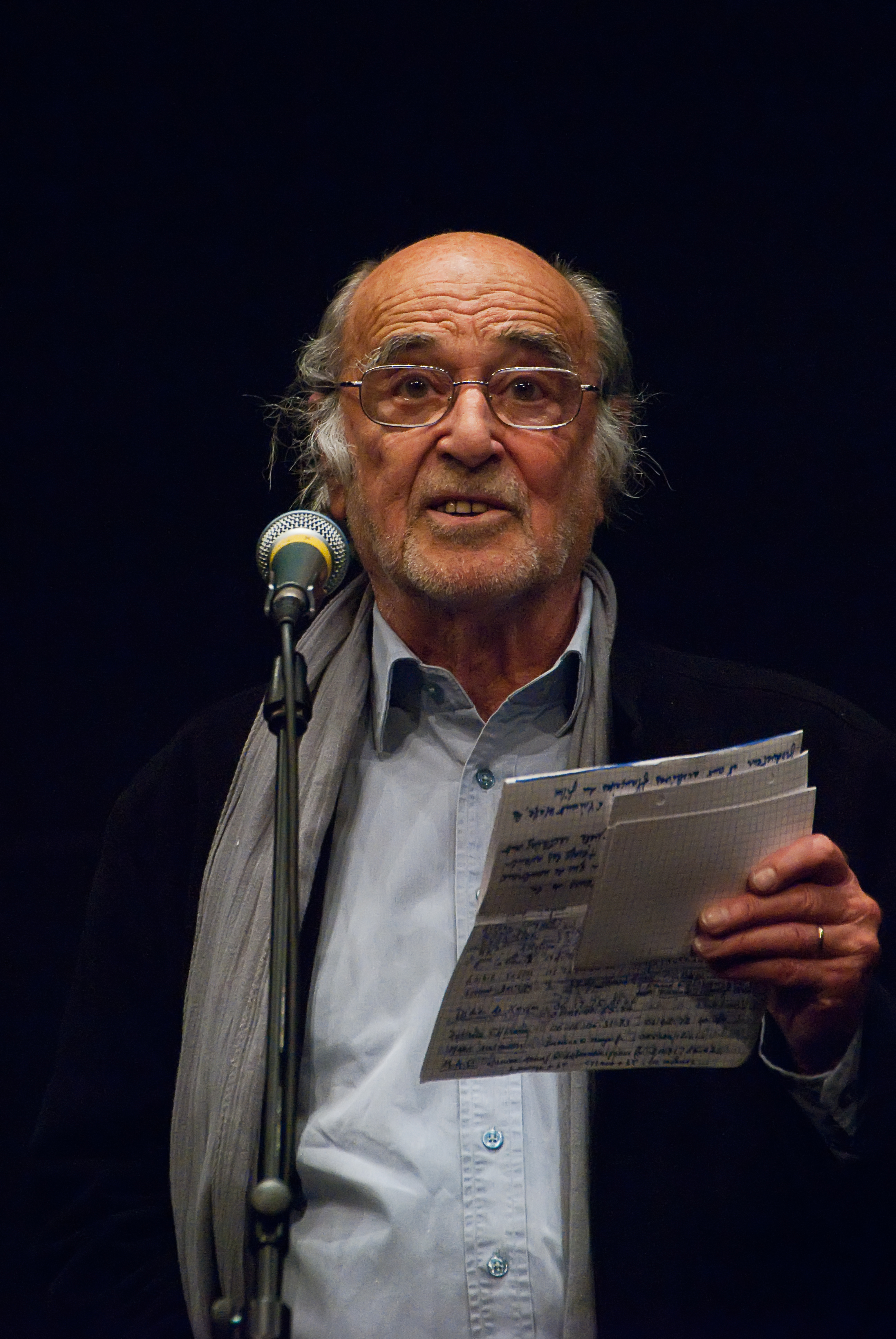
Pierre Lhomme

Lhomme studeerde af in de afdeling camera aan de École Louis-Lumière in 1953. Hij stond gekend als aanhanger van de Nouvelle vague, wat zich onder andere uitte in de film Le Combat dans l'île van Alain Cavalier uit 1962. Naast Cavalier waren ook Jean-Paul Rappeneau, Marguerite Duras, Chris Marker, Patrice Chéreau en Claude Miller regisseurs met wie Lhomme regelmatig filmde. Zo ook James Ivory, met wie Lhomme vier films draaide, waaronder de laatste film waarvoor hij achter de lens kroop, Le Divorce uit 2003.

## Erkenning
In 1976, bij de allereerste editie van de uitreiking van de Césars was hij genomineerd voor de César de la meilleure photographie met twee films (van de vier in totaal), met La Chair de l'orchidée van Patrice Chéreau en met Le Sauvage van Jean-Paul Rappeneau. Het was evenwel Sven Nykvist die de eerste laureaat werd in die categorie. Hij zou evenwel tweemaal de César winnen: in 1989 als D.O.P. van Camille Claudel van Bruno Nuytten én in 1991 met Cyrano de Bergerac van Jean-Paul Rappeneau. Voor die laatste film kreeg hij op het Festival van Cannes in 1990 ook al reeds de Grand Prix de la Commission supérieure technique pour la photo, en ook voor Cyrano de Bergerac was hij genomineerd bij de 3e Europese Filmprijzen voor de Beste cinematografie.
Hij werd 89 jaar oud.

## Films (selectie)
- Fortunat van Alex Joffé (1960) - als assistent van Pierre Petit
- L'Armée des ombres van Jean-Pierre Melville (1969)
- Quatre nuits d'un rêveur van Robert Bresson (1971)
- Sweet Movie van Dušan Makavejev (1974)
- La Chair de l'orchidée van Patrice Chéreau (1975)
- Le Sauvage van Jean-Paul Rappeneau (1975)
- L'État sauvage van Francis Girod (1978)
- Retour à la bien-aimée van Jean-François Adam (1979)
- Tout feu, tout flamme van Jean-Paul Rappeneau (1982)
- Quartet van James Ivory (1981)
- Mortelle randonnée van Claude Miller (1983)
- Maurice van James Ivory (1987)
- Camille Claudel van Bruno Nuytten (1988)
- Cyrano de Bergerac van Jean-Paul Rappeneau (1990)
- Homo Faber van Volker Schlöndorff (1991)
- Jefferson in Paris van James Ivory (1995)
- Mon homme van Bertrand Blier (1996)
- Le Divorce van James Ivory (2003)